# Estornell de Príncipe
L'estornell de Príncipe (Lamprotornis ornatus) és una espècie d'ocell de la família dels estúrnids (Sturnidae). És endèmic de São Tomé i Príncipe. El seu hàbitat són els boscos tropicals i subtropicals de frondoses humits de les terres baixes. També se'l troba en jardins rurals i boscos degradats. El seu estat de conservació es considera de risc mínim.